# セアト・アローナ
アローナ (Arona) は、セアトが製造販売している自動車である。

## 概要
2017年のフランクフルトモーターショーでデビューした。

## 車名
「Arona（アローナ）」は、大西洋にあるスペイン領カナリア諸島に属する島である、テネリフェ島の地名「アロナ」に由来する。